# 욘 올라브 혤데
욘 올라브 혤데(노르웨이어: Jon Olav Hjelde, 1972년 4월 30일 ~ )는 노르웨이의 축구 선수로 포지션은 수비수였다.